# Comuna Mali Birkî, Huseatîn
Mali Birkî (în ucraineană Малі Бірки) este o comună în raionul Huseatîn, regiunea Ternopil, Ucraina, formată din satele Mali Birkî (reședința) și Novosilka.

## Demografie
Componența lingvistică a comunei Mali Birkî
     Ucraineană (99,56%)
     Alte limbi (0,44%)
Conform recensământului din 2001, majoritatea populației comunei Mali Birkî era vorbitoare de ucraineană (99,56%), existând în minoritate și vorbitori de alte limbi.